# Lobogonodes atherma
Lobogonodes atherma là một loài bướm đêm trong họ Geometridae.